# Iglesia de San Antonio (Tamuning)
La Iglesia de San Antonio también conocida más formalmente como Iglesia de San Antonio y San Víctor (en inglés: St. Anthony Church o Saint Anthony & Saint Victor Church) es el nombre que recibe un edificio religioso que está afiliado a la Iglesia católica y se encuentra ubicado en la localidad de Tamuning, que es considerada el centro económico del Territorio no incorporado de Guam una dependencia de Estados Unidos en el Océano Pacífico.
El templo se rige por el rito romano o latino y es dependiente de la Arquidiócesis católica de Agaña (Archidioecesis Aganiensis) que fue elevada a su actual estatus por el papa Juan Pablo II mediante la bula "Compertum quidem", todos los servicios religiosos se ofrecen en inglés.